# Big Party
« Ce soir, tout est permis (film) » redirige ici. Pour les autres significations, voir Ce soir tout est permis.
Pour plus de détails, voir Fiche technique et Distribution.
Big Party ou Ce soir, tout est permis au Québec (Can't Hardly Wait) est un film réalisé par Harry Elfont et Deborah Kaplan sorti en 1998.

## Synopsis
À leur soirée de fin d'année, des étudiants se retrouvent pour une grande fête, parler de leur avenir et tenter de s'éloigner le plus possible de la vie sage et routinière qu'ils avaient été obligés de suivre jusqu'à présent.

## Fiche technique
- Titre original : Can't Hardly Wait
- Titre français : Big Party
- Titre québécois : Ce soir, tout est permis
- Réalisation et scénario : Harry Elfont et Deborah Kaplan
- Musique : David Kitay
- Production : Betty Thomas et Jenno Topping (en)
- Distribution : Columbia Pictures
- Pays d'origine :  États-Unis
- Langue : anglais

## Distribution
- Jennifer Love Hewitt (VF : Sophie Arthuys ; VQ : Aline Pinsonneault) : Amanda Beckett
- Ethan Embry (VF : Damien Boisseau ; VQ : Joël Legendre) : Preston Meyers
- Lauren Ambrose (VF : Dorothée Jemma ; VQ : Lisette Dufour) : Denise Fleming
- Peter Facinelli (VF : Tony Marot ; VQ : Gilbert Lachance) : Mike Dexter
- Seth Green (VF : Jérôme Berthoud ; VQ : Hugolin Chevrette-Landesque) : Kenny Fisher
- Charlie Korsmo (VF : Hervé Rey) : William Lichter
- Robert Jayne : Richie Coolboy
- Michelle Brookhurst (VF : Sybille Tureau) : Molly Stinson
- Joel Michaely (VF : Emmanuel Karsen) : Geoff Piccirilli, X-File no 1
- Jay Paulson (VF : Laurent Maurel) : Murphy Pelan, X-File no 2
- Jason Segel : Matt
- Clea DuVall (VF : Marjorie Frantz) : Jana
- Jaime Pressly (VF : Annabelle Roux ; VQ : Camille Cyr-Desmarais) : Beth
- Tamala Jones (VF : Annie Milon) : Cindi
- Jennifer Lyons : l'amie d'Amanda
- Channon Roe (VF : Christophe Lemoine) : Jake
- Sean Patrick Thomas (VF : David Krüger) : Ben
- Freddy Rodríguez (VF : Olivier Jankovic) : T. J.
- Erik Palladino (VF : Mathias Kozlowski) : Ron
- Donald Faison (VF : Fabrice Josso) : Dan, le batteur
- Paige Moss (VF : Laura Préjean) : Ashley
- Eric Balfour (VF : David Krüger) : Steve, le jeune homme hippie
- Victor Togunde (VF : Christophe Peyroux) : le jeune homme dont se souvient Preston
- Meadow Sisto : la jeune fille hippie
- Selma Blair : la 1re fille draguée par Mike
- Jennifer Paz (en) (VF : Malvina Germain) : la 2e fille draguée par Mike
- Sara Rue (VF : Marjorie Frantz) : Earth Girl
- Nicole Bilderback (en) (VF : Vanina Pradier) : la fille prête à avoir une relation
- Leslie Grossman (VF : Laura Préjean) : l'amie de la fille prête à avoir une relation
- Brian Klugman (VF : Fabrice Josso) : le jeune homme drogué
- Branden Williams (VF : Tanguy Goasdoué) : l'ami de Kenny
- Alexander Martin (VF : Emmanuel Curtil) : l'étudiant américain
- Seth Peterson (VF : Yann Le Madic) : le jeune homme avec le tonnelet
- Jenna Elfman (VF : Françoise Vallon ; VQ : Natalie Hamel-Roy) : la femme avec le déguisement d'Ange (non créditée)
- Melissa Joan Hart (VF : Sarah Marot) : Vicky (non créditée)
- Jerry O'Connell (VF : Bruno Choël ; VQ : Benoît Rousseau) : Trip McNelly (non crédité)
- Breckin Meyer (VF : Cyril Aubin) : le chanteur (non crédité)
- Amber Benson : la fille avec la banane (scènes coupées)

Source et légende : version française (VF) sur RS Doublage et selon le carton du doublage français sur le DVD zone 2. ; version québécoise (VQ) sur Doublage.qc.ca

## Autour du film
Ray Garton a signé la novélisation du film. 